# 6592 Goya
A 6592 Goya (ideiglenes jelöléssel 1986 TB12) a Naprendszer kisbolygóövében található aszteroida. Ljudmila Georgijevna Karacskina fedezte fel 1986. október 3-án.